# Grand Prix Monako 1995

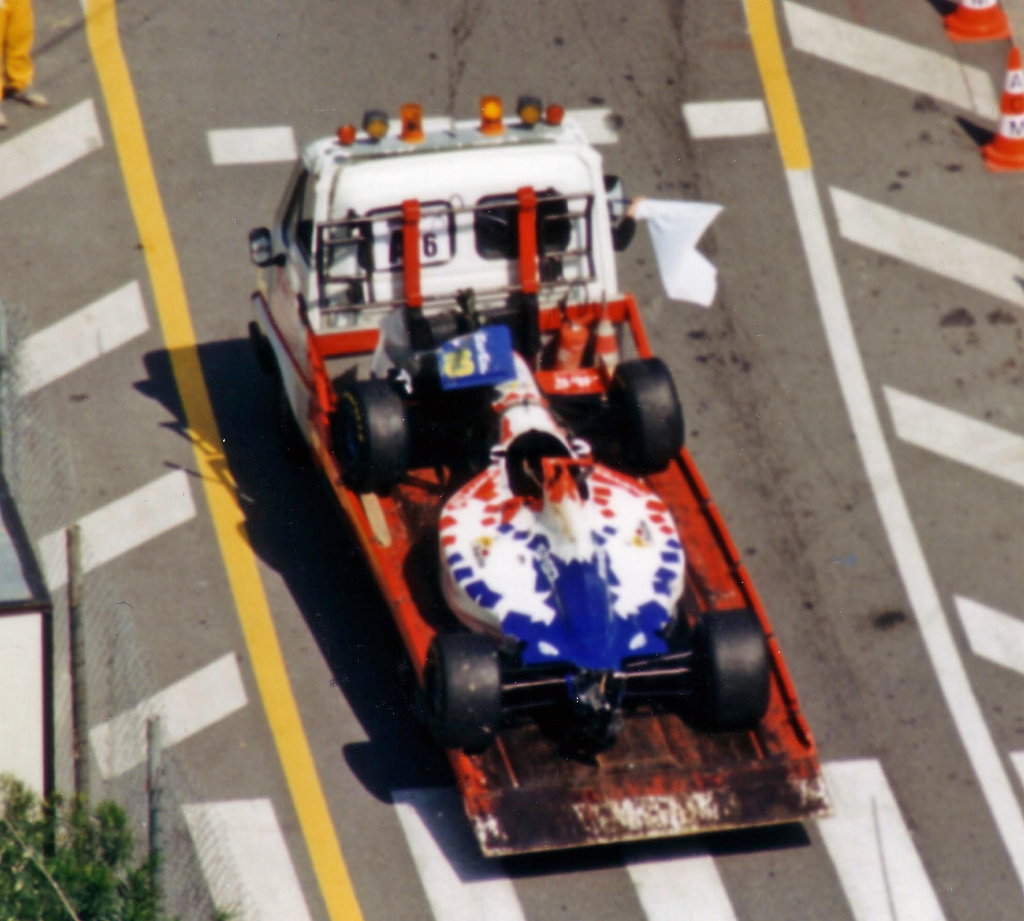
Samochód Takiego Inoue po treningu

Grand Prix Monako 1995 (oryg. Grand Prix Automobile de Monaco) – piąta runda Mistrzostw Świata Formuły 1 w sezonie 1995, która odbyła się 26 - 28 maja 1995, po raz 53. na torze Circuit de Monaco.
53. Grand Prix Monako, 42. zaliczane do Mistrzostw Świata Formuły 1. To był ostatnim wyścigiem dla zespołu Simtek.

## Wyniki

### Kwalifikacje
| P  | Nr | Kierowca                 | Konstruktor(-silnik) | Opony | Czas     | Odstęp   | Strata   |
| -- | -- | ------------------------ | -------------------- | ----- | -------- | -------- | -------- |
| 1  | 5  | Damon Hill               | Williams-Renault     | G     | 1:21.952 | -        | -        |
| 2  | 1  | Michael Schumacher       | Benetton-Renault     | G     | 1:22.742 | 0:00.790 | 0:00.790 |
| 3  | 6  | David Coulthard          | Williams-Renault     | G     | 1:23.109 | 0:00.367 | 0:01.157 |
| 4  | 28 | Gerhard Berger           | Ferrari              | G     | 1:23.220 | 0:00.111 | 0:01.268 |
| 5  | 27 | Jean Alesi               | Ferrari              | G     | 1:23.754 | 0:00.534 | 0:01.802 |
| 6  | 8  | Mika Häkkinen            | McLaren-Mercedes     | G     | 1:23.857 | 0:00.103 | 0:01.905 |
| 7  | 2  | Johnny Herbert           | Benetton-Renault     | G     | 1:23.885 | 0:00.028 | 0:01.933 |
| 8  | 25 | Martin Brundle           | Ligier-Mugen-Honda   | G     | 1:24.447 | 0:00.562 | 0:02.495 |
| 9  | 15 | Eddie Irvine             | Jordan-Peugeot       | G     | 1:24.857 | 0:00.410 | 0:02.905 |
| 10 | 7  | Mark Blundell            | McLaren-Mercedes     | G     | 1:24.933 | 0:00.076 | 0:02.981 |
| 11 | 14 | Rubens Barrichello       | Jordan-Peugeot       | G     | 1:25.081 | 0:00.148 | 0:03.129 |
| 12 | 26 | Olivier Panis            | Ligier-Mugen-Honda   | G     | 1:25.125 | 0:00.044 | 0:03.173 |
| 13 | 9  | Gianni Morbidelli        | Footwork-Hart        | G     | 1:25.447 | 0:00.322 | 0:03.495 |
| 14 | 30 | Heinz-Harald Frentzen    | Sauber-Ford          | G     | 1:25.661 | 0:00.214 | 0:03.709 |
| 15 | 3  | Ukyō Katayama            | Tyrrell-Yamaha       | G     | 1:25.808 | 0:00.147 | 0:03.856 |
| 16 | 24 | Luca Badoer              | Minardi-Ford         | G     | 1:25.969 | 0:00.161 | 0:04.017 |
| 17 | 4  | Mika Salo                | Tyrrell-Yamaha       | G     | 1:26.473 | 0:00.504 | 0:04.521 |
| 18 | 23 | Pierluigi Martini        | Minardi-Ford         | G     | 1:26.913 | 0:00.440 | 0:04.961 |
| 19 | 29 | Jean-Christophe Boullion | Sauber-Ford          | G     | 1:27.145 | 0:00.232 | 0:05.193 |
| 20 | 11 | Domenico Schiattarella   | Simtek-Ford          | G     | 1:28.337 | 0:01.192 | 0:06.385 |
| 21 | 16 | Bertrand Gachot          | Pacific-Ford         | G     | 1:29.039 | 0:00.702 | 0:07.087 |
| 22 | 21 | Pedro Diniz              | Forti-Ford           | G     | 1:29.244 | 0:00.205 | 0:07.292 |
| 23 | 12 | Jos Verstappen           | Simtek-Ford          | G     | 1:29.391 | 0:00.147 | 0:07.439 |
| 24 | 22 | Roberto Moreno           | Forti-Ford           | G     | 1:29.608 | 0:00.217 | 0:07.656 |
| 25 | 17 | Andrea Montermini        | Pacific-Ford         | G     | 1:30.149 | 0:00.541 | 0:08.197 |
| 26 | 10 | Taki Inoue               | Footwork-Hart        | G     | 1:31.542 | 0:01.393 | 0:09.590 |
| P  | Nr | Kierowca                 | Konstruktor(-silnik) | Opony | Czas     | Odstęp   | Strata   |

### Wyścig
| P                 | + / – | Nr | Kierowca                 | Konstruktor        | Opony | Okr. | Czas / Strata | Komentarz             |
| ----------------- | ----- | -- | ------------------------ | ------------------ | ----- | ---- | ------------- | --------------------- |
| 1                 | 1     | 1  | Michael Schumacher       | Benetton-Renault   | G     | 78   | 1h53:11.258   |                       |
| 2                 | 1     | 5  | Damon Hill               | Williams-Renault   | G     | 78   | +0:34.817     |                       |
| 3                 | 1     | 28 | Gerhard Berger           | Ferrari            | G     | 78   | +1:11.447     |                       |
| 4                 | 3     | 2  | Johnny Herbert           | Benetton-Renault   | G     | 77   | +1 okr.       |                       |
| 5                 | 5     | 7  | Mark Blundell            | McLaren-Mercedes   | G     | 77   | +1 okr.       |                       |
| 6                 | 8     | 30 | Heinz-Harald Frentzen    | Sauber-Ford        | G     | 76   | +2 okr.       |                       |
| 7                 | 11    | 23 | Pierluigi Martini        | Minardi-Ford       | G     | 76   | +2 okr.       |                       |
| 8                 | 11    | 29 | Jean-Christophe Boullion | Sauber-Ford        | G     | 74   | +4 okr.       | kolizja z Morbidellim |
| 9                 | 4     | 9  | Gianni Morbidelli        | Footwork-Hart      | G     | 74   | +4 okr.       |                       |
| 10                | 12    | 21 | Pedro Diniz              | Forti-Ford         | G     | 72   | +6 okr.       |                       |
| Niesklasyfikowani |       |    |                          |                    |       |      |               |                       |
|                   |       | 24 | Luca Badoer              | Minardi-Ford       | G     | 68   |               | zawieszenie           |
|                   |       | 26 | Olivier Panis            | Ligier-Mugen-Honda | G     | 65   |               | wypadek               |
|                   |       | 4  | Mika Salo                | Tyrrell-Yamaha     | G     | 63   |               | skrzynia biegów       |
|                   |       | 14 | Rubens Barrichello       | Jordan-Peugeot     | G     | 60   |               | przepustnica          |
|                   |       | 16 | Bertrand Gachot          | Pacific-Ford       | G     | 42   |               | skrzynia biegów       |
|                   |       | 27 | Jean Alesi               | Ferrari            | G     | 41   |               | wypadek               |
|                   |       | 25 | Martin Brundle           | Ligier-Mugen-Honda | G     | 40   |               | wypadek               |
|                   |       | 10 | Taki Inoue               | Footwork-Hart      | G     | 27   |               | skrzynia biegów       |
|                   |       | 3  | Ukyō Katayama            | Tyrrell-Yamaha     | G     | 26   |               | wypadek               |
|                   |       | 15 | Eddie Irvine             | Jordan-Peugeot     | G     | 22   |               | poślizg               |
|                   |       | 6  | David Coulthard          | Williams-Renault   | G     | 16   |               | skrzynia biegów       |
|                   |       | 22 | Roberto Moreno           | Forti-Ford         | G     | 9    |               | hamulce               |
|                   |       | 8  | Mika Häkkinen            | McLaren-Mercedes   | G     | 8    |               | silnik                |
|                   |       | 12 | Jos Verstappen           | Simtek-Ford        | G     | 0    |               | skrzynia biegów       |
|                   |       | 11 | Domenico Schiattarella   | Simtek-Ford        | G     | 0    |               | wypadek               |
| Zdyskwalifikowani |       |    |                          |                    |       |      |               |                       |
|                   |       | 17 | Andrea Montermini        | Pacific-Ford       | G     | 23   |               |                       |
| P                 | + / – | Nr | Kierowca                 | Konstruktor        | Opony | Okr. | Czas / Strata | Komentarz             |

### Najszybsze okrążenie
| Nr | Kierowca   | Konstruktor | Opony | Czas     | Okr. |
| -- | ---------- | ----------- | ----- | -------- | ---- |
| 27 | Jean Alesi | Ferrari     | G     | 1:24.621 | 36   |